# 泰安直隶州
泰安直隶州，清朝时设置的直隶州。
清朝初年为泰安州，属济南府。雍正二年（1724年），升为直隶州，下领三县：新泰县、莱芜县、长清县。不久，长清县换肥城县。雍正十三年（1735年），升泰安府。